# Joris Buysschaert
Joris Buysschaert (Kortrijk, 12 mei 1878 - Brugge, 16 september 1951) was een Belgisch rooms-katholiek priester en publicist.

## Levensloop
Buysschaert werd tot priester van het bisdom Brugge gewijd in 1904. Hij studeerde aan de Katholieke Universiteit Leuven en promoveerde tot doctor in de wijsbegeerte en letteren en baccalaureus in de godgeleerdheid.
Hij werd onderpastoor en tevens proost van de christelijke sociale werken in Ledegem (1905) en Ardooie (1910). Hij werd vervolgens pastoor in de wijk Mont-à-Leux van de grensgemeente Moeskroen (1927) en daarop van de Sint-Annaparochie in Brugge.
Buysschaert kreeg naam doordat hij het nogal rommelige interieur van zijn Brugse kerk aanpakte en er een van de esthetisch mooiste kerkinterieurs van maakte. Buiten zijn parochie behoorde hij tot de culturele kringen van de stad en was voorzitter van het Davidsfonds Brugge (1938-1048).
Michiel English schreef over hem: Pastoor Buysschaert had iets te zeggen en hij zegde het. Vrij en vrank. Met de beslistheid die eigen is aan wijze mannen die zevenmaal nadenken voor ze spreken. En met de warmte en overtuiging, eigen aan de apostels.

## Publicaties
- Geschiedenis van Ledegem, 1912 (samen met J. Mussely).
- De Sint-Annakerk te Brugge, , Brugge, Gidsenbond,1939).
- Historisch-religieuze werken:
  - De Adventtijd.
  - Eerste kennismaking met het Oude Testament.
  - Israël in de Oudheid, Leuven, Davidsfonds, 1937 & 1945.
  - Het Jodendom in de Oudheid.
  - Het profetisme in Israël.
- Sociaal-economische werken:
  - De ontwikkeling der volkshuishouding.
  - Over het socialisme.